# Буйко Марія Вікторівна
Марія Вікторівна Буйко (біл. Марыя Віктараўна Буйко; нар. 26 червня 1996, Ліда, Гродненська область, Білорусь) — білоруська футболістка, півзахисниця. Виступала за національну збірну Білорусі з футзалу.

## Клубна кар'єра
Вихованка ДЮСШОР профспілки «Юність», перший тренер — Олег Леонідович Фролов.
Після дев'ятого класу вона вступила до Лідського коледжу на «хіміка-технолога». У 2016 році отримала пропозицію грати за команду «Вікторія» з Воронова. Це був перший професійний досвід Марії.
У 2013 році тренер гродненської команди «Белкард» запросив Марію Буйко до команди, через що їй довелося кинути навчання після першого курсу. У 2016 році після «Белкарда» перейшла до столичної «Зірки». Але через проблеми із зором довелося завершити професійну кар'єру у великому футболі.
У 2019 році посів 21 місце в списку найрезультативніших гравчинь чемпіонатів Європи з футзалу.

## Кар'єра в збірній
Викликалася до табору дівочої збірної Білорусі (WU-17), за яку, однак, так і не зіграла жодного офіційного матчу.
У футболці жіночої молодіжної збірної Білорусі (WU-19) дебютувала 23 вересня 2013 року в програному (0:1) виїзному поєдинку 5-ї групи кваліфікації жіночого молодіжного чемпіонату Європи (WU-19) проти збірної Росії. Марія вийшла на поле на 60-й хвилині замість Поліни Шатилені. З 2013 по 2014 рік за жіночу молодіжку Білолрусі провела 7 матчів.